# Brian Winters
Brian Joseph Winters (1 de março de 1952) é um ex-jogador e treinador de basquete americano.

## Carreira como jogador
Winters frequentou a Archbishop Molloy High School, em Queens, Nova York, graduando-se em 1970. Ele então jogou colegialmente na Universidade da Carolina do Sul e foi a 12ª escolha no Draft da NBA de 1974 pelo Los Angeles Lakers. Ele foi selecionado para a Equipe All-Rookie da NBA com os Lakers e depois foi negociado com o Milwaukee Bucks como parte de uma troca que trouxe Kareem Abdul-Jabbar ao Lakers.
Ele teve uma carreira produtiva de nove anos na NBA, que incluiu duas participações no NBA All-Star Game e jogar em seis times que foram aos playoffs. Winters obteve uma média de 16,2 pontos e 4,1 assistências ao longo de sua carreira, com seus melhores anos entre 1975 e 1979, quando ele obteve uma média de 19 pontos e um pouco menos de 5 assistências por jogo. Seu número 32 foi aposentado pelos Bucks.
Em uma entrevista de 2005, Michael Jordan destacou Winters como o melhor "arremessador puro" da história, afirmando que "ele teve o arremesso mais bonito de todas as pessoas em quem [ele podia] pensar".

## Carreira como treinador
Depois de se aposentar da NBA, Winters se tornou treinador assistente por dois anos do lendário treinador Pete Carril, em Princeton. A partir daí, ele se tornou treinador assistente de Lenny Wilkens no Cleveland Cavaliers por 7 anos e no Atlanta Hawks por mais dois. Em seguida, ele foi o treinador inaugural do Vancouver Grizzlies por um ano e meio. Mais tarde, Winters treinou interinamente o Golden State Warriors.
Ele foi o treinador principal do Indiana Fever da WNBA, levando-os às suas primeiras aparições nos playoffs consecutivos. Em 26 de outubro de 2007, Winters encerrou seu mandato de quatro anos nos Fever. Ele compilou um recorde de 78-58 na temporada regular para acompanhar o recorde de 5-7 nos playoffs.
Ele foi um olheiro do Indiana Pacers por várias temporadas, até que foi demitido durante a greve da NBA em agosto de 2011.
Ele passou a temporada de 2012–13 como treinador assistente do Charlotte Bobcats.

## Estatísticas como treinador
| Temporada regular | Temporada regular | Temporada regular | Temporada regular | Temporada regular | Temporada regular | Temporada regular           | Playoffs | Playoffs | Playoffs | Playoffs | Playoffs                 |
| Time              | Ano               | J                 | V                 | D                 | %                 | Classifição                 | J        | V        | D        | %        | Resultado Final          |
| ----------------- | ----------------- | ----------------- | ----------------- | ----------------- | ----------------- | --------------------------- | -------- | -------- | -------- | -------- | ------------------------ |
| Vancouver         | 1995–96           | 82                | 15                | 67                | .183              | 7th na Divisão Centro-Oeste | —        | —        | —        | —        | Não foi para os playoffs |
| Vancouver         | 1996–97           | 43                | 8                 | 35                | .186              | (Demitido)                  | —        | —        | —        | —        | —                        |
| Golden State      | 2001–02           | 59                | 13                | 46                | .220              | 7th na Divisão do Pacífico  | —        | —        | —        | —        | Não foi para os playoffs |
| Carreira          | Carreira          | 184               | 36                | 148               | .196              |                             | —        | —        | —        | —        |                          |

## Estatísticas como jogador

### Temporada regular
| Ano      | Equipe      | PJ  | MPJ  | AP   | 3P   | LL   | RT  | AS  | BR  | TO  | PPJ  |
| -------- | ----------- | --- | ---- | ---- | ---- | ---- | --- | --- | --- | --- | ---- |
| 1974–75  | L.A. Lakers | 68  | 22.3 | .443 | –    | .826 | 2.0 | 2.9 | 1.1 | 0.3 | 11.7 |
| 1975–76  | Milwaukee   | 78  | 35.8 | .464 | –    | .829 | 3.2 | 4.7 | 1.6 | 0.3 | 18.2 |
| 1976–77  | Milwaukee   | 78  | 34.8 | .498 | –    | .847 | 3.0 | 4.3 | 1.5 | 0.4 | 19.3 |
| 1977–78  | Milwaukee   | 80  | 34.4 | .463 | –    | .840 | 3.1 | 4.9 | 1.6 | 0.3 | 19.9 |
| 1978–79  | Milwaukee   | 79  | 32.6 | .493 | –    | .856 | 2.2 | 4.8 | 1.1 | 0.5 | 19.8 |
| 1979–80  | Milwaukee   | 80  | 32.8 | .479 | .373 | .860 | 2.8 | 4.5 | 1.3 | 0.4 | 16.2 |
| 1980–81  | Milwaukee   | 69  | 25.7 | .475 | .353 | .869 | 2.0 | 3.3 | 1.0 | 0.1 | 11.6 |
| 1981–82  | Milwaukee   | 61  | 30.0 | .501 | .387 | .788 | 2.8 | 4.1 | 0.9 | 0.1 | 15.9 |
| 1982–83  | Milwaukee   | 57  | 23.9 | .434 | .324 | .859 | 1.9 | 2.7 | 0.8 | 0.1 | 10.6 |
| Carreira | Carreira    | 650 | 30.7 | .475 | .363 | .842 | 2.6 | 4.1 | 1.2 | 0.3 | 16.2 |
| All-Star | All-Star    | 2   | 15.0 | .417 | –    | –    | 3.0 | 1.0 | 0.5 | 0.0 | 5.0  |

### Playoffs
| Ano      | Equipe    | PJ | MPJ | AP   | 3P   | LL   | RT    | AS  | BR  | TO  | PPJ | PPG  |
| -------- | --------- | -- | --- | ---- | ---- | ---- | ----- | --- | --- | --- | --- | ---- |
| 1976     | Milwaukee | 3  | –   | 42.0 | .629 | –    | .800  | 2.3 | 5.0 | 1.7 | 0.7 | 27.3 |
| 1978     | Milwaukee | 9  | –   | 33.9 | .497 | –    | .741  | 3.3 | 6.4 | 1.3 | 0.9 | 20.4 |
| 1980     | Milwaukee | 7  | –   | 38.3 | .460 | .429 | 1.000 | 3.0 | 5.3 | 1.6 | 0.0 | 15.9 |
| 1981     | Milwaukee | 7  | –   | 25.9 | .459 | .333 | .750  | 3.3 | 3.1 | 1.4 | 0.1 | 10.0 |
| 1982     | Milwaukee | 6  | –   | 38.7 | .494 | .500 | .833  | 2.5 | 4.7 | 1.3 | 0.2 | 16.8 |
| 1983     | Milwaukee | 9  | –   | 26.7 | .429 | .273 | .824  | 2.4 | 3.6 | 0.7 | 0.4 | 9.9  |
| Carreira | Carreira  | 41 | –   | 33.0 | .490 | .396 | .808  | 2.9 | 4.7 | 1.3 | 0.4 | 15.5 |

Fonte: